# Maxine Seear
Maxine Seear (* 18. Dezember 1984 in Johannesburg, Südafrika) ist eine ehemalige australische Triathletin und Olympiateilnehmerin (2004).

## Werdegang
Maxine Seear war in ihrer Jugend als Schwimmerin aktiv und kam 2001 durch ihren Bruder James Seear, der schon vor ihr in diesem Sport aktiv war, zum Triathlon.
2002 wurde sie in Mexiko Fünfte bei der Triathlon-Weltmeisterschaft bei den Juniorinnen. Sie wurde im Dezember 2003 Triathlon-Junioren-Vize-Weltmeisterin und gewann 2004 den Auftakt des ITU-Weltcups im japanischen Ishigaki auf der olympischen Distanz (1,5 km Schwimmen, 40 km Radfahren und 10 km Laufen). Im selben Jahr qualifizierte sie sich für einen Startplatz bei den Olympischen Spielen in Athen, konnte das Rennen dort aber nicht beenden.
2009 wurde Maxine Seear Vize-Weltmeisterin im Aquathlon.
Sie startete seit 2006 für das Team TBB und seit 2009 für das ASICS Team Witten. Ihre Spitznamen sind Max oder Maxi. Seear lebt in Boulder.
Seit 2013 tritt sie nicht mehr international in Erscheinung.

## Sportliche Erfolge
| Datum/Jahr    | Rang | Wettbewerb                                       | Austragungsort     | Zeit     | Bemerkung |
| ------------- | ---- | ------------------------------------------------ | ------------------ | -------- | --- |
| 25. Aug. 2013 | 32   | Life Time Chicago Triathlon                      | Chicago            | 02:20:30 | hinter der Siegerin Alicia Kaye                                                                                            |
| 25. März 2012 | 13   | ITU Triathlon Premium Oceania Cup                | Mooloolaba         | 02:12:38 | |
| 31. Okt. 2010 | 9    | Noosa Triathlon                                  | Noosa (Queensland) | 02:14:27 | [ 7 ] |
| 22. Aug. 2009 | 26   | ITU Triathlon World Championship Series 2009     | Yokohama           | 02:05:37 | [ 8 ] |
| 2. Aug. 2009  | 10   | London Triathlon                                 | London             | 02:05:20 | |
| 5. Juli 2009  | 1    | Muldental Triathlon                              | Grimma             | 02:14:22 | [ 9 ] |
| 8. Juni 2008  | 19   | Escape from Alcatraz Triathlon                   | San Francisco      | 03:20:24 | [ 10 ] |
| 25. Aug. 2004 | DNF  | Olympische Sommerspiele                          | Athen              | –        | |
| 11. Apr. 2004 | 1    | ITU Triathlon World Cup                          | Ishigaki           | 02:00:25 | Siegerin auf der Olympischen Distanz (1,5 km Schwimmen, 40 km Radfahren und 10 km Laufen)                                  |
| 6. Dez. 2003  | 2    | ITU Triathlon World Championship Junior Women    | Queenstown         | 01:07:06 | Junioren-Vize-Weltmeisterin (750 m Schwimmen, 20,9 km Radfahren und 5,4 km Laufen) – hinter ihrer Landsfrau Felicity Abram |
| 19. Juli 2003 | 2    | Pacific Coast International Triathlon Union race | Vereinigte Staaten | 02:05:31 | Zweite hinter der Siegerin Michellie Jones                                                                                 |
| 15. Apr. 2003 | 3    | OTU Triathlon Oceania Championships              | Queenstown         | 02:07:49 | Dritte bei der Ozeanischen Triathlon-Meisterschaft                                                                         |
| 11. Sep. 2002 | 5    | ITU Triathlon World Championship Junior Women    | Cancún             | 01:02:00 | Junioren-Weltmeisterschaft                                                                                                 |

| Datum/Jahr   | Rang | Wettbewerb                       | Austragungsort | Zeit     | Bemerkung |
| ------------ | ---- | -------------------------------- | -------------- | -------- | --- |
| 9. Sep. 2009 | 2    | ITU Aquathlon World Championship | Gold Coast     | 00:33:22 | Aquathlon-Vize-Weltmeisterin (2,5 km Laufen, 1 km Schwimmen und 2,5 km Laufen), hinter der Neuseeländerin Samantha Warriner |

(DNF – Did Not Finish)